# ان-پی کامل قوی
ان-پی کامل قوی

در نظریه ی پیچیدگی محاسباتی، ان-پی کامل قوی بودن یک ویژگی مسایل محاسباتی است که حالت خاصی از ان-پی کامل بودن است. یک مسئلهٔ محاسباتی، در حالت کلی می‌تواند پارامترهای عددی داشته باشد. برای مثال، ورودی در مسئلهٔ بارگذاری صندوق ها، فهرستی از اشیاء با اندازه‌های معین، و نیز صندوق‌هایی با اندازه‌های معین برای در برگرفتن این اشیاء است- این اندازه‌ها، یعنی اندازهٔ اشیاء و صندوق‌ها، پارامترهای عددی مسئله هستند.

به یک مسئله، ان-پی کامل قوی گفته می‌شود که اگر تمامی پارامترهای عددی آن به‌طور چندجمله ای با طول ورودی مرتبط باشند، مسئله به شکل اولیه باقی می‌ماند 
به یک مسئله، ان-پی سخت قوی می‌گویند اگر یک مسئلهٔ ان-پی کامل قوی را بتوان به شکل چندجمله‌ای به آن کاهش داد؛ در بهینه‌سازی ترکیبی، به‌طور خاص، عبارت "ان-پی سخت قوی" به مسائلی اطلاق می‌شود که کاهش چندجمله‌ای از آن‌ها به یک مسئلهٔ ان-پی کامل قوی یافت نشده باشد.

پارامترهای عددی یک مسئله معمولاً به شکل دودویی داده می‌شوند، بنابراین مسئله‌ای با اندازهٔ ورودی n می‌تواند پارامترهایی را شامل شود که اندازه‌شان توانی از n است. اگر مسئله را با پارامترهای ورودی به شکل یگانی بازتعریف کنیم، آنگاه پارامترها باید به اندازهٔ ورودی محدود شوند. بنابراین، ان-پی کامل قوی بودن یا ان-پی سخت بودن می‌تواند بر اساس ان-پی کامل بودن یا ان-پی سخت بودن نسخهٔ یگانی مسئله نیز باشد.

بطور مثال، مسئله یبارگذاری صندوق ها، یک مسئلهٔ ان-پی کامل قوی است در حالیکه مسئلهٔ کولی پشتی صفر و یک، تنها ان-پی کامل ضعیف است. بنابراین نسخه‌ای از مسئلهٔ بارگذاری صندوق‌ها که در آن اندازهٔ اشیاء و صندوق‌ها اعداد صحیح محدود شده به یک چندجمله‌ای هستند، همچنان یک مسئلهٔ ان-پی کامل باقی می‌ماند، در حالیکه نسخهٔ مشابه مسئلهٔ کوله پشتی را می‌توان با برنامه‌سازی پویا در زمان چندجمله‌ای حل کرد.

در حالیکه می‌توان برای ورودی‌های نسبتاً کوچک، برای مسائل ان-پی کامل ضعیف، به‌طور عملی راه حال‌های کارآمد ارائه کرد اما برای مسائل ان-پی کامل قوی این امکان وجود ندارد. از رویکرد نظری، هر مسئلهٔ تقریب ان-پی سخت قوی با تابع حالت محدود به چندجمله ای نمی‌تواند شکل تقریبی چندجمله‌ای داشته باشد، مگر اینکه 
با این وجود، معکوس آن نادرست است: به‌طور مثال، اگر P برابر NP نباشد، مسئلهٔ کوله پشتی با دو محدودیت ان-پی سخت قوی نیست، اما هیچ تابع حالت محدود به چندجمله ای ندارد حتی وقتی حالت بهینه محدود به چندجمله‌ای است. .

ممکن است برخی مسائل ان-پی کامل قوی در حالت میانگین به راحتی قابل حل باشند، اما به‌طور محتمل در عمل نمونه‌های دشواری پیش رو قرار خواهند گرفت. 
اگر P=NP نباشد، هیچ تابع حالت محدود به چندجمله‌ای کاملی برای مسائل مسائل ان-پی کامل قوی وجود نخواهد داشت.